# Alain Oreille
Alain Oreille (22 de abril de 1953) es un piloto de rally francés que ha competido en el Campeonato Mundial de Rally entre 1984 y 1995. Ha sido campeón del Campeonato de Producción en dos ocasiones: 1989 y 1990.
Consiguió una victoria en el mundial en el Rally Costa de Marfil  de 1989 con un Renault 5 GT Turbo.

## Trayectoria

### Victorias WRC
| # | Año  | Rally                      | Copiloto         | Automóvil          |
| - | ---- | -------------------------- | ---------------- | ------------------ |
| 1 | 1989 | 21ème Rallye Côte d'Ivoire | Gilles Thimonier | Renault 5 GT Turbo |

### Resultados WRC[3]
| Año  | Equipo  | Coche                 | 1       | 2       | 3      | 4      | 5      | 6     | 7       | 8      | 9     | Posición | Puntos |
| ---- | ------- | --------------------- | ------- | ------- | ------ | ------ | ------ | ----- | ------- | ------ | ----- | -------- | ------ |
| 1984 | Privado | Renault 11 Turbo      | FRA 21  |         |        |        |        |       |         |        |       | –        | 0      |
| 1985 | Privado | Renault 11 Turbo      | MON 16  | FRA Ret |        |        |        |       |         |        |       | –        | 0      |
| 1986 | Privado | Renault 11 Turbo      | MON 8   | FRA Ret |        |        |        |       |         |        |       | 49.º     | 3      |
| 1987 | Privado | Renault 11 Turbo      | MON Ret | FRA 9   |        |        |        |       |         |        |       | 62.º     | 2      |
| 1988 | Privado | Renault 11 Turbo      | MON 4   |         |        |        |        |       |         |        |       | 28º      | 11     |
| 1988 | Privado | Renault 5 GT Turbo    |         | FRA 10  |        |        |        |       |         |        |       | 28º      | 11     |
| 1989 | Privado | Renault 5 GT Turbo    | MON 10  | FRA 8   | AUS 12 | SRM 9  | CDM 1  |       |         |        |       | 10º      | 26     |
| 1990 | Privado | Renault 5 GT Turbo    | MON 13  | POR 14  | FRA 8  | GRE 13 | NZL 10 | ARG 6 | AUS Ret | SRM 17 | CDM 3 | 11º      | 22     |
| 1992 | Privado | Renault Clio          | FRA 10  |         |        |        |        |       |         |        |       | 71.º     | 1      |
| 1993 | Privado | Renault Clio Williams | FRA 9   |         |        |        |        |       |         |        |       | 58.º     | 2      |
| 1994 | Privado | Renault Clio Williams | MON Ret | FRA Ret |        |        |        |       |         |        |       | –        | 0      |
| 1995 | Privado | Renault Clio Maxi     | FRA 10  |         |        |        |        |       |         |        |       | 34º      | 1      |